# Lijst van zwemrecords 4×100 meter wisselslag vrouwen
Dit is een overzicht van de verschillende zwemrecords op de 4×100 meter wisselslag bij de vrouwen, onderverdeeld in de langebaan (50 meter) en de kortebaan (25 meter).

## Langebaan (50 meter)

### Ontwikkeling wereldrecord
| Nr. | Naam                                                                                       | Land                           | Tijd    | Datum             | Plaats           |
| --- | ------------------------------------------------------------------------------------------ | ------------------------------ | ------- | ----------------- | ---------------- |
|     | Regan Smith (57,57),Kate Douglass (1.04,27), Gretchen Walsh (54,98), Torri Huske (52,22)   | Verenigde Staten               | 3.49,34 | 3 augustus 2025   | Singapore        |
|     | Regan Smith (57,28), Lilly King (1.04,90), Kelsi Dahlia (56,16), Simone Manuel (51,86)     | Verenigde Staten               | 3.49,63 | 4 augustus 2024   | Parijs           |
|     | Regan Smith (57,57), Lilly King (1.04,81), Kelsi Dahlia (56,16), Simone Manuel (51,86)     | Verenigde Staten               | 3.50,40 | 28 juli 2019      | Gwangju          |
|     | Kathleen Baker (58,54), Lilly King (1.04,48), Kelsi Worrell (56,30), Simone Manuel (52,23) | Verenigde Staten               | 3.51,55 | 30 juli 2017      | Boedapest        |
|     | Missy Franklin, Rebecca Soni, Dana Vollmer, Allison Schmitt                                | Verenigde Staten               | 3.52,05 | 4 augustus 2012   | Londen           |
|     | Zhao Jing, Chen Huijia, Jiao Liuyang, Li Zhesi                                             | China                          | 3.52,19 | 1 augustus 2009   | Rome             |
|     | Emily Seebohm, Leisel Jones, Jessicah Schipper, Libby Trickett                             | Australië                      | 3.52,69 | 17 augustus 2008  | Peking           |
|     | Emily Seebohm, Leisel Jones, Jessicah Schipper, Lisbeth Lenton                             | Australië                      | 3.55,74 | 31 maart 2007     | Melbourne        |
|     | Sophie Edington, Leisel Jones, Jessicah Schipper, Lisbeth Lenton                           | Australië                      | 3.56,30 | 21 maart 2006     | Melbourne        |
|     | Giaan Rooney, Leisel Jones, Petria Thomas, Jodie Henry                                     | Australië                      | 3.57,32 | 21 augustus 2004  | Athene           |
|     | Barbara Bedford, Megan Quann, Jenny Thompson, Dara Torres                                  | Verenigde Staten               | 3.58,30 | 23 september 2000 | Sydney           |
|     | He Cihong, Dai Guohong, Liu Limin, Le Jingyi                                               | China                          | 4.01,67 | 10 september 1994 | Rome             |
|     | Lea Loveless, Anita Nall, Crissy Ahmann-Leighton, Jenny Thompson                           | Verenigde Staten               | 4.02,54 | 30 juli 1992      | Barcelona        |
|     | Ina Kleber, Sylvia Gerasch, Ines Geißler, Birgit Meineke                                   | Duitse Democratische Republiek | 4.03,69 | 24 augustus 1984  | Moskou           |
|     | Ina Kleber, Ute Geweniger, Ines Geißler, Birgit Meineke                                    | Duitse Democratische Republiek | 4.05,79 | 26 augustus 1983  | Rome             |
|     | Kristin Otto, Ute Geweniger, Ines Geißler, Birgit Meineke                                  | Duitse Democratische Republiek | 4.05,88 | 6 augustus 1982   | Guayaquil        |
|     | Rica Reinisch, Ute Geweniger, Andrea Pollack, Caren Metschuck                              | Duitse Democratische Republiek | 4.06,67 | 20 juli 1980      | Moskou           |
|     | Ulrike Richter, Hannelore Anke, Andrea Pollack, Kornelia Ender                             | Duitse Democratische Republiek | 4.07,95 | 18 juli 1976      | Montréal         |
|     | Monika Seltmann, Carola Nitschke, Andrea Pollack, Barbara Krause                           | Duitse Democratische Republiek | 4.13,41 | 5 juni 1976       | Oost-Berlijn     |
|     | Ulrike Richter, Renate Vogel, Rosemarie Kother, Kornelia Ender                             | Duitse Democratische Republiek | 4.13,78 | 24 augustus 1974  | Wenen            |
|     | Ulrike Richter, Renate Vogel, Rosemarie Kother, Kornelia Ender                             | Duitse Democratische Republiek | 4.16,84 | 4 september 1973  | Belgrado         |
|     | Melissa Belote, Cathy Carr, Deena Deardurff, Sandra Neilson                                | Verenigde Staten               | 4.20,75 | 3 september 1972  | München          |
|     | Susie Atwood, Lynn Vidali, Ellie Daniel, Jane Barkman                                      | Verenigde Staten               | 4.25,34 | 18 augustus 1972  | Knoxville        |
|     | Susie Atwood, Claudia Clevenger, Ellie Daniel, Linda Johnson                               | Verenigde Staten               | 4.27,3  | 11 september 1971 | Minsk            |
|     | Susie Atwood, Kimla Brecht, Alice Jones, Cindy Schilling                                   | Verenigde Staten               | 4.27,4  | 1 september 1970  | Tokio            |
|     | Kaye Hall, Catie Ball, Ellie Daniel, Sue Pedersen                                          | Verenigde Staten               | 4.28,1  | 14 september 1968 | Colorado Springs |
|     | Kendis Moore, Catie Ball, Ellie Daniel, Wendy Fordyce                                      | Verenigde Staten               | 4.30,0  | 30 juli 1967      | Winnipeg         |
|     | Cathy Ferguson, Cynthia Goyette, Sharon Stouder, Kathy Ellis                               | Verenigde Staten               | 4.33,9  | 18 oktober 1964   | Tokio            |
|     | Cathy Ferguson, Cynthia Goyette, Kathy Ellis, Martha Randall                               | Verenigde Staten               | 4.34,6  | 28 september 1964 | Los Angeles      |
|     | Donna de Varona, Claudia Kolb, Judy Haroun, Lillian Watson                                 | Verenigde Staten               | 4.38,1  | 4 juli 1964       | Los Altos        |
|     | Ria van Velsen, Klenie Bimolt, Ada Kok, Erica Terpstra                                     | Nederland                      | 4.39,1  | 28 juni 1964      | Groningen        |
|     | Ingrid Schmidt, Barbara Göbel, Ute Noack, Heidi Pechstein                                  | Duitse Democratische Republiek | 4.40,1  | 23 augustus 1962  | Leipzig          |
|     | Lynn Burke, Patty Kempner, Carolyn Schuler, Chris Von Saltza                               | Verenigde Staten               | 4.41,1  | 2 september 1960  | Rome             |
|     | Carin Cone, Ann Bancroft, Becky Collins, Chris Von Saltza                                  | Verenigde Staten               | 4.44,6  | 6 september 1959  | Chicago          |
|     | Ria van Velsen, Ada den Haan, Tineke Lagerberg, Cocky Gastelaars                           | Nederland                      | 4.51,5  | 26 juli 1959      | Waalwijk         |
|     | Lenie de Nijs, Ada den Haan, Atie Voorbij, Cocky Gastelaars                                | Nederland                      | 4.52,9  | 5 september 1958  | Boedapest        |
|     | Judy Grinham, Anita Lonsbrough, Christine Gosden, Diana Wilkinson                          | Verenigd Koninkrijk            | 4.54,0  | 25 juli 1958      | Cardiff          |
|     | Greetje Kraan, Ada den Haan, Atie Voorbij, Cocky Gastelaars                                | Nederland                      | 4.57,0  | 18 mei 1957       | Blackpool        |
|     | Joke de Korte, Ada den Haan, Tineke Lagerberg, Cocky Gastelaars                            | Nederland                      | 4.53,1  | 8 december 1956   | Zwolle           |
|     | Lenie de Nijs, Rita Kroon, Atie Voorbij, Greetje Kraan                                     | Nederland                      | 4.54,3  | 19 november 1956  | Hilversum        |
|     | Éva Pajor, Éva Székely, Rypsyma Székely, Katalin Szőke                                     | Hongarije                      | 4.57,8  | 3 september 1955  | Boedapest        |
|     | Jopie van Alphen, Rika Bruins, Atie Voorbij, Hetty Balkenende                              | Nederland                      | 5.00,1  | 17 juli 1955      | Parijs           |
|     | Joke de Korte, Rika Bruins, Mary Kok, Geertje Wielema                                      | Nederland                      | 5.02,1  | 27 november 1954  | Rotterdam        |
|     | Marie-Helene Andre, Francoise Derommeleere, Odette Lusien, Josette Arene                   | Frankrijk                      | 5.06,2  | 16 augustus 1954  | Marseille        |
|     | Judit Temes, Klára Killermann, Mária Littomeritzky, Katalin Szőke                          | Hongarije                      | 5.07,8  | 3 augustus 1954   | Boedapest        |
|     | Magda Hunyadfi, Klára Killermann, Éva Székely, Valéria Gyenge                              | Hongarije                      | 5.09,2  | 10 augustus 1953  | Boekarest        |
|     | Magda Hunyadfi, Klára Killermann, Éva Székely, Valéria Gyenge                              | Hongarije                      | 5.10,8  | 24 juli 1953      | Boedapest        |

### OntwikkelingOlympischrecord
| Nr. | Naam                                                                      | Land                           | Tijd    | Datum             | Plaats      |
| --- | ------------------------------------------------------------------------- | ------------------------------ | ------- | ----------------- | ----------- |
|     | Missy Franklin, Rebecca Soni, Dana Vollmer, Allison Schmitt               | Verenigde Staten               | 3.52,05 | 4 augustus 2012   | Londen      |
|     | Emily Seebohm, Leisel Jones, Jessicah Schipper, Libby Trickett            | Australië                      | 3.52,69 | 17 augustus 2008  | Peking      |
|     | Giaan Rooney, Leisel Jones, Petria Thomas, Jodie Henry                    | Australië                      | 3.57,32 | 21 augustus 2004  | Athene      |
|     | Barbara Bedford, Megan Quann, Jenny Thompson, Dara Torres                 | Verenigde Staten               | 3.58,30 | 23 september 2000 | Sydney      |
|     | Lea Loveless, Anita Nall, Crissy Ahmann-Leighton, Jenny Thompson          | Verenigde Staten               | 4.02,54 | 30 juli 1992      | Barcelona   |
|     | Kristin Otto, Silke Hörner, Birte Weigang, Katrin Meißner                 | Duitse Democratische Republiek | 4.03,74 | 24 september 1988 | Seoel       |
|     | Rica Reinisch, Ute Geweniger, Andrea Pollack, Caren Metschuck             | Duitse Democratische Republiek | 4.06,67 | 20 juli 1980      | Moskou      |
|     | Ulrike Richter, Hannelore Anke, Andrea Pollack, Kornelia Ender            | Duitse Democratische Republiek | 4.07,95 | 18 juli 1976      | Montréal    |
|     | Birgit Treiber, Carola Nitschke, Rosemarie Gabriel, Andrea Pollack        | Duitse Democratische Republiek | 4.13,98 | 18 juli 1976      | Montréal    |
|     | Wendy Hogg, Robin Corsiglia, Susan Sloan, Debbie Clarke                   | Canada                         | 4.20,10 | 18 juli 1976      | Montréal    |
|     | Melissa Belote, Cathy Carr, Deena Deardurff, Sandra Neilson               | Verenigde Staten               | 4.20,75 | 3 september 1972  | München     |
|     | Susie Atwood, Judy Melick, Dana Shrader, Shirley Babashoff                | Verenigde Staten               | 4.27,57 | 3 september 1972  | München     |
|     | Kaye Hall, Catie Ball, Ellie Daniel, Sue Pedersen                         | Verenigde Staten               | 4.28,3  | 17 oktober 1968   | Mexico-Stad |
|     | Cathy Ferguson, Cynthia Goyette, Sharon Stouder, Kathy Ellis              | Verenigde Staten               | 4.33,9  | 18 oktober 1964   | Tokio       |
|     | Tatjana Saveljeva, Svetlana Babanina, Tatjana Devjatova, Natalya Bystrova | Sovjet-Unie                    | 4.39,1  | 16 oktober 1964   | Tokio       |
|     | Lynn Burke, Patty Kempner, Carolyn Schuler, Chris Von Saltza              | Verenigde Staten               | 4.41,1  | 2 september 1960  | Rome        |
|     | Ria van Velsen, Ada den Haan, Tineke Lagerberg, Erica Terpstra            | Nederland                      | 4.47,4  | 30 augustus 1960  | Rome        |
|     | Sylvia Lewis, Anita Lonsbrough, Jean Oldroyd, Natalie Steward             | Verenigd Koninkrijk            | 4.49,0  | 30 augustus 1960  | Rome        |

### OntwikkelingEuropeesrecord
| Nr. | Naam                                                                     | Land                           | Tijd    | Datum             | Plaats       |
| --- | ------------------------------------------------------------------------ | ------------------------------ | ------- | ----------------- | ------------ |
|     | Gemma Spofforth, Kate Haywood, Jemma Lowe, Francesca Halsall             | Verenigd Koninkrijk            | 3.57,50 | 17 augustus 2008  | Peking       |
|     | Elizabeth Simmonds, Kate Haywood, Jemma Lowe, Francesca Halsall          | Verenigd Koninkrijk            | 3.59,33 | 24 maart 2008     | Eindhoven    |
|     | Antje Buschschulte, Simone Weiler, Franziska van Almsick, Sandra Völker  | Duitsland                      | 4.01,54 | 4 augustus 2002   | Berlijn      |
|     | Antje Buschschulte, Simone Weiler, Annika Mehlhorn, Katrin Meißner       | Duitsland                      | 4.03,06 | 29 juli 2001      | Fukuoka      |
|     | Ina Kleber, Sylvia Gerasch, Ines Geißler, Birgit Meineke                 | Duitse Democratische Republiek | 4.03,69 | 24 augustus 1984  | Moskou       |
|     | Ina Kleber, Ute Geweniger, Ines Geißler, Birgit Meineke                  | Duitse Democratische Republiek | 4.05,79 | 26 augustus 1983  | Rome         |
|     | Kristin Otto, Ute Geweniger, Ines Geißler, Birgit Meineke                | Duitse Democratische Republiek | 4.05,88 | 6 augustus 1982   | Guayaquil    |
|     | Rica Reinisch, Ute Geweniger, Andrea Pollack, Caren Metschuck            | Duitse Democratische Republiek | 4.06,67 | 20 juli 1980      | Moskou       |
|     | Ulrike Richter, Hannelore Anke, Andrea Pollack, Kornelia Ender           | Duitse Democratische Republiek | 4.07,95 | 18 juli 1976      | Montréal     |
|     | Monika Seltmann, Carola Nitschke, Andrea Pollack, Barbara Krause         | Duitse Democratische Republiek | 4.13,41 | 5 juni 1976       | Oost-Berlijn |
|     | Ulrike Richter, Renate Vogel, Rosemarie Kother, Kornelia Ender           | Duitse Democratische Republiek | 4.13,78 | 24 augustus 1974  | Wenen        |
|     | Ulrike Richter, Renate Vogel, Rosemarie Kother, Kornelia Ender           | Duitse Democratische Republiek | 4.16,84 | 4 september 1973  | Belgrado     |
|     | Ulrike Richter, Renate Vogel, Roswitha Beier, Andrea Hübner              | Duitse Democratische Republiek | 4.21,70 | 18 augustus 1973  | Utrecht      |
|     | Christine Herbst, Renate Vogel, Roswitha Beier, Kornelia Ender           | Duitse Democratische Republiek | 4.24,91 | 3 september 1972  | München      |
|     | Christine Herbst, Renate Vogel, Roswitha Beier, Gabriele Wetzko          | Duitse Democratische Republiek | 4.27,58 | 3 september 1972  | München      |
|     | Annemarie Groen, Alie te Riet, Anke Rijnders, Enith Brigitha             | Nederland                      | 4.30,0  | 18 april 1972     | Hannover     |
|     | Barbara Hofmeister, Brigitte Schuchardt, Helga Lindner, Gabriele Wetzko  | Duitse Democratische Republiek | 4.30,1  | 9 september 1970  | Barcelona    |
|     | Barbara Hofmeister, Putz, Helga Lindner, Gabriele Wetzko                 | Duitse Democratische Republiek | 4.30,2  | 15 april 1970     | Novosibirsk  |
|     | Barbara Hofmeister, Eva Wittke, Helga Lindner, Gabriele Wetzko           | Duitse Democratische Republiek | 4.34,8  | 23 augustus 1969  | Boedapest    |
|     | Cobie Buter, Klenie Bimolt, Ada Kok, Nel Bos                             | Nederland                      | 4.35,5  | 20 april 1968     | Stockholm    |
|     | Burbelo, Galina Prozumenshikova, Tatjana Devjatova, Rudenko              | Sovjet-Unie                    | 4.35,7  | 20 september 1967 | Tbilisi      |
|     | Cobie Sikkens, Gretta Kok, Ada Kok, Toos Beumer                          | Nederland                      | 4.36,4  | 25 augustus 1966  | Utrecht      |
|     | Korrie Winkel, Klenie Bimolt, Ada Kok, Erica Terpstra                    | Nederland                      | 4.37,0  | 18 oktober 1964   | Tokio        |
|     | Ria van Velsen, Klenie Bimolt, Ada Kok, Erica Terpstra                   | Nederland                      | 4.39,1  | 28 juni 1964      | Groningen    |
|     | Ingrid Schmidt, Barbara Göbel, Ute Noack, Heidi Pechstein                | Duitse Democratische Republiek | 4.40,1  | 23 augustus 1962  | Leipzig      |
|     | Veronika Holletz, Barbara Göbel, Ute Noack, Heidi Pechstein              | Duitse Democratische Republiek | 4.43,3  | 14 juli 1962      | Wittenberg   |
|     | Veronika Holletz, Barbara Göbel, Ute Noack, Heidi Pechstein              | Duitse Democratische Republiek | 4.44,1  | 17 juni 1962      | Maagdenburg  |
|     | Veronika Holletz, Ursula Küper, Ute Noack, Heidi Pechstein               | Duitse Democratische Republiek | 4.45,0  | 24 april 1962     | Moskou       |
|     | Veronika Holletz, Karin Beyer, Bärbel Fuhrmann, Heidi Pechstein          | Duitse Democratische Republiek | 4.46,4  | 6 augustus 1961   | Boedapest    |
|     | Ingrid Schmidt, Ursula Küper, Bärbel Fuhrmann, Heidi Pechstein           | Duitse Democratische Republiek | 4.46,7  | 15 juli 1960      | Leipzig      |
|     | Ria van Velsen, Ada den Haan, Tineke Lagerberg, Cocky Gastelaars         | Nederland                      | 4.47,3  | 12 juni 1960      | Leipzig      |
|     | Ria van Velsen, Ada den Haan, Tineke Lagerberg, Cocky Gastelaars         | Nederland                      | 4.51,5  | 26 juli 1959      | Waalwijk     |
|     | Lenie de Nijs, Ada den Haan, Atie Voorbij, Cocky Gastelaars              | Nederland                      | 4.52,9  | 5 september 1958  | Boedapest    |
|     | Judy Grinham, Anita Lonsbrough, Christine Gosden, Diana Wilkinson        | Verenigd Koninkrijk            | 4.54,0  | 25 juli 1958      | Cardiff      |
|     | Greetje Kraan, Ada den Haan, Atie Voorbij, Cocky Gastelaars              | Nederland                      | 4.57,0  | 18 mei 1957       | Blackpool    |
|     | Joke de Korte, Ada den Haan, Tineke Lagerberg, Cocky Gastelaars          | Nederland                      | 4.53,1  | 8 december 1956   | Zwolle       |
|     | Lenie de Nijs, Rita Kroon, Atie Voorbij, Greetje Kraan                   | Nederland                      | 4.54,3  | 19 november 1956  | Hilversum    |
|     | Éva Pajor, Éva Székely, Rypsyma Székely, Katalin Szőke                   | Hongarije                      | 4.57,8  | 3 september 1955  | Boedapest    |
|     | Jopie van Alphen, Rika Bruins, Atie Voorbij, Hetty Balkenende            | Nederland                      | 5.00,1  | 17 juli 1955      | Parijs       |
|     | Joke de Korte, Rika Bruins, Mary Kok, Geertje Wielema                    | Nederland                      | 5.02,1  | 27 november 1954  | Rotterdam    |
|     | Marie-Helene Andre, Francoise Derommeleere, Odette Lusien, Josette Arene | Frankrijk                      | 5.06,2  | 16 augustus 1954  | Marseille    |
|     | Judit Temes, Klára Killermann, Mária Littomeritzky, Katalin Szőke        | Hongarije                      | 5.07,8  | 3 augustus 1954   | Boedapest    |
|     | Magda Hunyadfi, Klára Killermann, Éva Székely, Valéria Gyenge            | Hongarije                      | 5.09,2  | 10 augustus 1953  | Boekarest    |
|     | Magda Hunyadfi, Klára Killermann, Éva Székely, Valéria Gyenge            | Hongarije                      | 5.10,8  | 24 juli 1953      | Boedapest    |
|     | Rie Mastenbroek, Puck Oversloot, Jopie Selbach, Willy den Ouden          | Nederland                      | 4.43,0  | 12 november 1933  | Amsterdam    |
|     | Rie Vierdag, Puck Oversloot, Corrie Laddé, Willy den Ouden               | Nederland                      | 4.47,5  | 12 augustus 1932  | Los Angeles  |

### OntwikkelingNederlandsrecord
| Nr. | Naam                                                                         | Club | Tijd    | Datum             | Plaats       |
| --- | ---------------------------------------------------------------------------- | ---- | ------- | ----------------- | ------------ |
|     | Hinkelien Schreuder, Jolijn van Valkengoed, Inge Dekker, Marleen Veldhuis    | KNZB | 4.04,41 | 24 maart 2008     | Eindhoven    |
|     | Hinkelien Schreuder, Moniek Nijhuis, Inge Dekker, Marleen Veldhuis           | KNZB | 4.06,18 | 6 augustus 2006   | Boedapest    |
|     | Hinkelien Schreuder, Madelon Baans, Chantal Groot, Marleen Veldhuis          | KNZB | 4.06,32 | 26 juli 2003      | Barcelona    |
|     | Hinkelien Schreuder, Madelon Baans, Chantal Groot, Wilma van Hofwegen        | KNZB | 4.10,56 | 4 augustus 2002   | Berlijn      |
|     | Jolanda de Rover, Petra van Staveren, Conny van Bentum, Annemarie Verstappen | KNZB | 4.10,70 | 21 augustus 1986  | Madrid       |
|     | Jolanda de Rover, Petra van Staveren, Annemarie Verstappen, Conny van Bentum | KNZB | 4.11,99 | 10 augustus 1985  | Sofia        |
|     | Jolanda de Rover, Petra van Staveren, Annemarie Verstappen, Conny van Bentum | KNZB | 4.12,37 | 6 augustus 1982   | Guayaquil    |
|     | Jolanda de Rover, Petra van Staveren, Annemarie Verstappen, Conny van Bentum | KNZB | 4.14,13 | 11 september 1981 | Split        |
|     | Monique Bosga, Maritzka van der Linden, Ineke Ran, Enith Brigitha            | KNZB | 4.16,44 | 20 augustus 1978  | West-Berlijn |
|     | Monique Bosga, Maritzka van der Linden, Ineke Ran, Enith Brigitha            | KNZB | 4.17,24 | 20 augustus 1978  | West-Berlijn |
|     | Diane Edelijn, Wijda Mazereeuw, José Damen, Enith Brigitha                   | KNZB | 4.19,93 | 18 juli 1976      | Montréal     |
|     | Paula van Eijk, Wijda Mazereeuw, José Damen, Enith Brigitha                  | KNZB | 4.21,45 | 22 juli 1975      | Cali         |
|     | Paula van Eijk, Wijda Mazereeuw, José Damen, Enith Brigitha                  | KNZB | 4.25,03 | 22 juli 1975      | Cali         |
|     | Paula van Eijk, Wijda Mazereeuw, Yolanda Aggenbach, Enith Brigitha           | KNZB | 4.27,45 | 24 augustus 1974  | Wenen        |
|     | Enith Brigitha, Alie te Riet, Anette Segaar, Veronica Stel                   | KNZB | 4.28,86 | 4 september 1973  | Belgrado     |
|     | Enith Brigitha, Alie te Riet, Anke Rijnders, Hansje Bunschoten               | KNZB | 4.29,9  | 3 september 1972  | München      |
|     | Annemarie Groen, Alie te Riet, Anke Rijnders, Enith Brigitha                 | KNZB | 4.30,05 | 18 april 1972     | Hannover     |
|     | Marjan Vermaat, Alie te Riet, Anke Rijnders, Enith Brigitha                  | KNZB | 4.30,6  | 4 maart 1972      | Londen       |
|     | Cobie Buter, Alie te Riet, Frieke Buys, Yvonne van Kuilenburg                | KNZB | 4.35,2  | 9 september 1970  | Barcelona    |
|     | Cobie Buter, Klenie Bimolt, Ada Kok, Nel Bos                                 | KNZB | 4.35,5  | 20 april 1968     | Stockholm    |
|     | Cobie Sikkens, Gretta Kok, Ada Kok, Toos Beumer                              | KNZB | 4.36,4  | 25 augustus 1966  | Utrecht      |
|     | Korrie Winkel, Klenie Bimolt, Ada Kok, Erica Terpstra                        | KNZB | 4.37,0  | 18 oktober 1964   | Tokio        |
|     | Ria van Velsen, Klenie Bimolt, Ada Kok, Erica Terpstra                       | KNZB | 4.39,1  | 28 juni 1964      | Groningen    |
|     | Korrie Winkel, Klenie Bimolt, Ada Kok, Erica Terpstra                        | KNZB | 4.41,4  | 31 mei 1964       | Blackpool    |
|     | Ria van Velsen, Klenie Bimolt, Ada Kok, Ineke Tigelaar                       | KNZB | 4.42,9  | 23 augustus 1962  | Leipzig      |
|     | Ria van Velsen, Klenie Bimolt, Ada Kok, Erica Terpstra                       | KNZB | 4.45,7  | 22 augustus 1962  | Leipzig      |
|     | Ria van Velsen, Ada den Haan, Tineke Lagerberg, Cocky Gastelaars             | KNZB | 4.47,3  | 12 juni 1960      | Leipzig      |
|     | Ria van Velsen, Ada den Haan, Tineke Lagerberg, Cocky Gastelaars             | KNZB | 4.51,5  | 26 juli 1959      | Waalwijk     |
|     | Lenie de Nijs, Ada den Haan, Atie Voorbij, Cocky Gastelaars                  | KNZB | 4.52,9  | 5 september 1958  | Boedapest    |
|     | Greetje Kraan, Ada den Haan, Atie Voorbij, Cocky Gastelaars                  | KNZB | 4.57,0  | 18 mei 1957       | Blackpool    |
|     | Jopie van Alphen, Rika Bruins, Atie Voorbij, Hetty Balkenende                | KNZB | 5.00,1  | 17 juli 1955      | Parijs       |
|     | Joke de Korte, Rika Bruins, Nel Garritsen, Hetty Balkenende                  | KNZB | 5.13,3  | 10 september 1954 | Zadar        |
|     | Geertje Wielema, Rika Bruins, Els van der Ploeg, Ria Vonk                    | KNZB | 5.19,0  | 26 juli 1953      | Tilburg      |

## Kortebaan (25 meter)

### Ontwikkeling wereldrecord
| Nr. | Naam                                                                      | Land             | Tijd    | Datum            | Plaats            |
| --- | ------------------------------------------------------------------------- | ---------------- | ------- | ---------------- | ----------------- |
|     | Regan Smith, Lilly King, Gretchen Walsh, Kate Douglass                    | Verenigde Staten | 3.40,41 | 15 december 2024 | Boedapest         |
|     | Claire Curzan, Lilly King, Torri Huske, Kate Douglass                     | Verenigde Staten | 3.44,35 | 18 december 2022 | Melbourne         |
|     | Olivia Smoliga, Lilly King, Kelsi Dahlia, Erika Brown                     | Verenigde Staten | 3.44,52 | 21 november 2020 | Boedapest         |
|     | Courtney Bartholomew, Katie Meili, Kelsi Worrell, Simone Manuel           | Verenigde Staten | 3.45,20 | 11 december 2015 | Indianapolis      |
|     | Natalie Coughlin, Rebecca Soni, Dana Vollmer, Missy Franklin              | Verenigde Staten | 3.45,56 | 16 december 2011 | Atlanta           |
|     | Margaret Hoelzer, Jessica Hardy, Dana Vollmer, Amanda Weir                | Verenigde Staten | 3.47,97 | 18 december 2009 | Manchester        |
|     | Katy Murdoch, Annamay Pierse, Audrey Lacroix, Victoria Poon               | Canada           | 3.49,45 | 9 augustus 2009  | Leeds             |
|     | Margaret Hoelzer, Jessica Hardy, Rachel Komisarz, Kara Denby              | Verenigde Staten | 3.51,36 | 11 april 2008    | Manchester        |
|     | Tayliah Zimmer, Jade Edmistone, Jessicah Schipper, Lisbeth Lenton         | Australië        | 3.51,84 | 7 april 2006     | Shanghai          |
|     | Sophie Edington, Brooke Hanson, Jessicah Schipper, Lisbeth Lenton         | Australië        | 3.54,95 | 9 oktober 2004   | Indianapolis      |
|     | Therese Alshammar, Emma Igelström, Anna-Karin Kammerling, Johanna Sjöberg | Zweden           | 3.55,78 | 5 april 2002     | Moskou            |
|     | Courtney Shealy, Kristy Kowal, Keegan Walkley, Maritza Correia            | Verenigde Staten | 3.57,46 | 16 maart 2000    | Indianapolis      |
|     | Mai Nakamura, Masami Tanaka, Ayari Aoyama, Sumika Minamoto                | Japan            | 3.57,62 | 4 april 1999     | Hongkong          |
|     | He Cihong, Dai Guohong, Liu Limin, Le Jingyi                              | China            | 3.57,73 | 5 december 1993  | Palma de Mallorca |

- FINA erkent wereldrecords op kortebaan sinds maart 1991.

### OntwikkelingEuropeesrecord
| Nr. | Naam                                                                      | Land                | Tijd    | Datum         | Plaats     |
| --- | ------------------------------------------------------------------------- | ------------------- | ------- | ------------- | ---------- |
|     | Elizabeth Simmonds, Kate Haywood, Jemma Lowe, Francesca Halsall           | Verenigd Koninkrijk | 3.53,02 | 11 april 2008 | Manchester |
|     | Therese Alshammar, Emma Igelström, Anna-Karin Kammerling, Johanna Sjöberg | Zweden              | 3.55,78 | 5 april 2002  | Moskou     |
|     | Therese Alshammar, Emma Igelström, Johanna Sjöberg, Anna-Karin Kammerling | Zweden              | 3.59,53 | 19 maart 2000 | Athene     |
|     | Therese Alshammar, Maria Östling, Johanna Sjöberg, Louise Jöhncke         | Zweden              | 4.00,84 | 4 april 1999  | Hongkong   |
|     | Therese Alshammar, Hanna Jaltner, Johanna Sjöberg, Malin Svahnström       | Zweden              | 4.02,42 | 20 april 1997 | Göteborg   |

### OntwikkelingNederlandsrecord
| Nr. | Naam                                                                         | Club                | Tijd      | Datum             | Plaats           |
| --- | ---------------------------------------------------------------------------- | ------------------- | --------- | ----------------- | ---------------- |
|     | Hinkelien Schreuder, Jolijn van Valkengoed, Inge Dekker, Marleen Veldhuis    | KNZB                | 3.56,07   | 11 april 2008     | Manchester       |
|     | Hinkelien Schreuder, Jolijn van Valkengoed, Chantal Groot, Saskia de Jonge   | KNZB                | 4.00,63   | 11 april 2008     | Manchester       |
|     | Wendy van der Zanden, Suzan van den Bogaard, Inge Dekker, Marleen Veldhuis   | Eiffel Swimmers PSV | 4.03,97   | 22 december 2007  | Amsterdam        |
|     | Brenda Starink, Hester Broekhuizen, Inge de Bruijn, Wilma van Hofwegen       | KNZB                | 4.04,18   | 4 april 1999      | Hongkong         |
|     | Ellen Elzerman, Kira Bulten, Karin Brienesse, Marianne Muis                  | KNZB                | 4.07,69   | 28 januari 1990   | Amsterdam        |
|     | Jolanda de Rover, Linda Moes, Conny van Bentum, Karin Brienesse              | KNZB                | 4.09,46   | 13 december 1987  | Monte Carlo      |
|     | Jolanda de Rover, Petra van Staveren, Conny van Bentum, Annemarie Verstappen | KNZB                | 4.10,70 1 | 21 augustus 1986  | Madrid           |
|     | Jolanda de Rover, Petra Hillenius, Ingrid Baars, Annemarie Verstappen        | KNZB                | 4.10,96   | 15 december 1985  | 's-Hertogenbosch |
|     | Jolanda de Rover, Petra van Staveren, Annemarie Verstappen, Conny van Bentum | KNZB                | 4.11,99 1 | 10 augustus 1985  | Sofia            |
|     | Jolanda de Rover, Petra van Staveren, Annemarie Verstappen, Conny van Bentum | KNZB                | 4.12,37 1 | 6 augustus 1982   | Guayaquil        |
|     | Jolanda de Rover, Petra van Staveren, Annemarie Verstappen, Conny van Bentum | KNZB                | 4.14,13 1 | 11 september 1981 | Split            |
|     | Monique Bosga, Maritzka van der Linden, Ineke Ran, Enith Brigitha            | KNZB                | 4.16,44 1 | 20 augustus 1978  | West-Berlijn     |
|     | Monique Bosga, Maritzka van der Linden, Ineke Ran, Enith Brigitha            | KNZB                | 4.17,24 1 | 20 augustus 1978  | West-Berlijn     |
|     | Diane Edelijn, Wijda Mazereeuw, José Damen, Enith Brigitha                   | KNZB                | 4.19,93 1 | 18 juli 1976      | Montréal         |
|     | Paula van Eijk, Wijda Mazereeuw, José Damen, Enith Brigitha                  | KNZB                | 4.21,45 1 | 22 juli 1975      | Cali             |
|     | Paula van Eijk, Wijda Mazereeuw, José Damen, Enith Brigitha                  | KNZB                | 4.25,03 1 | 22 juli 1975      | Cali             |
|     | Josien Elzerman, Corrie Gramme-de Vos, Yolanda Aggenbach, Enith Brigitha     | KNZB                | 4.27,21   | 2 maart 1974      | Bremen           |
|     | Josien Elzerman, Erna Baalhuis, Anke Rijnders, Hansje Bunschoten             | KNZB                | 4.27,27   | 3 april 1972      | Utrecht          |
|     | Marjan Vermaat, Alie te Riet, Frieke Buys, Enith Brigitha                    | KNZB                | 4.28,4    | 26 februari 1972  | Bremen           |
|     | Cobie Buter, Klenie Bimolt, Ada Kok, Nel Bos                                 | KNZB                | 4.33,7    | 2 maart 1968      | Bremen           |
|     | Cobie Sikkens, Gretta Kok, Ada Kok, Toos Beumer                              | KNZB                | 4.36,4 1  | 25 augustus 1966  | Utrecht          |
|     | Korrie Winkel, Klenie Bimolt, Ada Kok, Erica Terpstra                        | KNZB                | 4.37,0 1  | 18 oktober 1964   | Tokio            |
|     | Ria van Velsen, Klenie Bimolt, Ada Kok, Erica Terpstra                       | KNZB                | 4.39,1 1  | 28 juni 1964      | Groningen        |
|     | Korrie Winkel, Klenie Bimolt, Ada Kok, Erica Terpstra                        | KNZB                | 4.41,4 1  | 31 mei 1964       | Blackpool        |
|     | Ria van Velsen, Klenie Bimolt, Ada Kok, Ineke Tigelaar                       | KNZB                | 4.42,9 1  | 23 augustus 1962  | Leipzig          |
|     | Ria van Velsen, Bettie Heukels, Tineke Lagerberg, Ineke Tigelaar             | KNZB                | 4.44,0    | 16 september 1961 | Malmö            |
|     | Ria van Velsen, Ada den Haan, Tineke Lagerberg, Cocky Gastelaars             | KNZB                | 4.47,3 1  | 12 juni 1960      | Leipzig          |
|     | Ria van Velsen, Ada den Haan, Tineke Lagerberg, Cocky Gastelaars             | KNZB                | 4.51,5 1  | 26 juli 1959      | Waalwijk         |
|     | Lenie de Nijs, Ada den Haan, Atie Voorbij, Cocky Gastelaars                  | KNZB                | 4.52,9 1  | 5 september 1958  | Boedapest        |
|     | Joke de Korte, Ada den Haan, Tineke Lagerberg, Cocky Gastelaars              | KNZB                | 4.53,1    | 8 december 1956   | Zwolle           |
|     | Lenie de Nijs, Rita Kroon, Atie Voorbij, Greetje Kraan                       | De Robben           | 4.54,3    | 23 november 1956  | Hilversum        |
|     | Lenie de Nijs, Rita Kroon, Atie Voorbij, Mary Kok                            | De Robben           | 4.59,2    | 9 april 1956      | Amersfoort       |
|     | Jopie van Alphen, Rika Bruins, Atie Voorbij, Hetty Balkenende                | KNZB                | 5.00,1 1  | 17 juli 1955      | Parijs           |
|     | Joke de Korte, Rika Bruins, Mary Kok, Geertje Wielema                        | KNZB                | 5.02,1    | 27 november 1954  | Rotterdam        |
|     | Geertje Wielema, Rika Bruins, Nel Garritsen, Irma Schuhmacher                | KNZB                | 5.13,0    | 31 oktober 1951   | Kopenhagen       |

1 = Gezwommen op langebaan. Indien tijd op langebaan sneller is dan tijd op kortebaan dan geldt de eerste als officieel record.